# Manmad
Manmad es una ciudad y  municipio situada en el distrito de Nashik en el estado de Maharashtra (India). Su población es de 80058 habitantes (2011). Se encuentra a 81 km de Nashik.

## Demografía
Según el censo de 2011 la población de Manmad era de 80058 habitantes, de los cuales 40816 eran hombres y 39242 eran mujeres. Manmad tiene una tasa media de alfabetización del 89,79%, superior a la media estatal del 82,34%: la alfabetización masculina es del 94,46%, y la alfabetización femenina del 84,96%.